# Імпульс (Лубни)
«Імпульс» — український радянський футбольний клуб із Лубен.

## Історія
Команду «Імпульс» було створено в Лубнах на початку 1970-х років при заводі «Лічмаш». Спочатку вона грала у другій групі Чемпіонату Полтавської області, а з 1977 під керівництвом Павла Олексійовича Акулова вже в першій.
У 1980 році «Імпульс» здобув «бронзу» чемпіонату області.
Провідними гравцями команди були П. Лисюра, А. Гармаш, В. Кочерга, П. Колодій.
У середині 1980-х років «Імпульс» припинив існування.

## Досягнення
Чемпіонат Полтавської області
- Бронзовий призер (1): 1980